# Ahmed Al Safi
Ahmed Al Safi (arabe : احمدالصافي) est un sculpteur et un peintre irakien, né à Diwaniya en 1971, actif en France depuis 2004.
Il a étudié la sculpture à l'École des Beaux-Arts de Bagdad et a gagné le prix Ismail Fatah Al Turk pour de jeunes sculpteurs en 2000. L'art de Ahmed Al Safi reflète particulièrement cette nouvelle génération des artistes des années 1990 qui vivaient la période d'embargo. L'essence de ses sculptures en métal dépeignent des figures marchant à l'intérieur des anneaux ou des cercles, ou essayant de voler.
Sa peinture est colorée dans l'expression des dimensions légendaires.
De 2004 à 2008, Al Safi fut en résidence artistique à La Prée. Il vit maintenant en France depuis 2005.